# Mormant
Mormant település Franciaországban, Seine-et-Marne megyében. Lakosainak száma 5280 fő (2022. január 1.). Mormant Saint-Méry, Saint-Ouen-en-Brie, Aubepierre-Ozouer-le-Repos, Bombon és Champeaux községekkel határos.

## Népesség
A település népességének változása:
| Lakosok száma | 4572 | 4717 | 4819 | 4834 | 4924 | 5014 | 5104 | 5222 | 5280 |
|               | 2013 | 2015 | 2016 | 2017 | 2018 | 2019 | 2020 | 2021 | 2022 |